# منشیه (دهستان)
 منشیه  به عربی ( الَمنَشیَة )، دهستانی است در عزلهٔ (جهران)، وأعمال ذی یزن در ناحیهٔ (صنعاء)، از توابع استان صَنعاء در کشور یمن در شبه جزیره عربستان.

## جمعیت
جمعیت این دهستان در حدود (۱۹ خانوار) و (۵۸۸) نفر می‌باشد. 

## منبع
- المقحفی، ابراهیم، احمد ، (مُعجَم المُدُن وَالقَبائِل الیَمَنِیَة) ، منشورات دار الحکمة، صنعاء، چاپ پنجم، وانتشار سال ۱۹۸۵ میلادی به (عربی).